# Don Benito
Don Benito é um município espanhol localizado na comarca das Vegas Altas, província de Badajoz, comunidade autónoma da Estremadura. Com uma área de 562 km², havia 37 275 habitantes em 2021 correspondendo a uma densidade populacional de 66,3 hab./km². 

## Situação
Encravada na comarca das Vegas Altas do Guadiana, Don Benito forma, juntamente com a vizinha Villanueva de la Serena, uma aglomeração urbana de relevância em toda a Estremadura. 
Esta região constitui um centro agrícola, industrial e de serviços de grande influência, tanto a nível de comarca quanto regional. Don Benito é o centro financeiro de um conjunto de cidades e vilarejos que abriga aproximadamente 100.000 habitantes.
O município de Don Benito está geograficamente situado entre os 5º49'7'' e 6º12'10'' de longitude Oeste, e entre os 38º43'27'' e 39º5'49'' de latitude Norte.

## Demografia
Nos últimos anos, a população experimentou um aumento significativo, impulsionado principalmente pela imigração estrangeira.
| Variação demográfica do município desde 1991 | Variação demográfica do município desde 1991 | Variação demográfica do município desde 1991 | Variação demográfica do município desde 1991 | Variação demográfica do município desde 1991 | Variação demográfica do município desde 1991 |
| -------------------------------------------- | -------------------------------------------- | -------------------------------------------- | -------------------------------------------- | -------------------------------------------- | -------------------------------------------- |
| 1991                                         | 1996                                         | 2001                                         | 2004                                         | 2007                                         | 2010                                         |
| 28879                                        | 28879                                        | 31022                                        | 31538                                        | 35550                                        | 36227                                        |

## História
Até a segunda metade do século XV, não há dados concretos sobre a fundação da cidade de Don Benito. No entanto, é possível afirmar que a região foi ocupada por povoados romanos, visigodos e árabes. Nos séculos XV e XVI, Don Benito testemunhou um aumento populacional significativo, resultando na expansão rápida das construções urbanas, afastando-se do seu primitivo local, o Morro de San Sebastián. Durante esse período, as atividades econômicas eram predominantemente agrárias, incluindo a pecuária com a criação da Mesta e a adoção da nova estrutura de propriedade imposta pelos conquistadores da América, o latifúndio.
Em 7 de março de 1550, Carlos I concedeu a Don Benito suas primeiras "Ordenanzas Municipales". Com a chegada da época moderna, a população experimentou um notável crescimento demográfico, atingindo 4.139 habitantes em 1591. No entanto, no século XVII, a cidade sofreu grandes perdas devido a epidemias de peste, tempestades, pragas de gafanhotos, secas, entre outros. Somente no século XVIII houve uma recuperação no crescimento demográfico, alcançando uma população de 8.231 habitantes em 1735, quando Don Benito recebeu o privilégio do título de "Vila" por Felipe V. Em 1834, tornou-se "Cabeça de partido Judicial"; em 1846, foi designada "Cabeça de Distrito Eleitoral", e em 1856 conquistou o título de Cidade, concedido por Isabel II.

## Monumentos
- Plaza de España: praça remodelada em 1965, situada em pleno centro da zona urbana. No centro se encontra uma fonte denominada "Monumento al agua y la tierra" com esculturas de Pérez Comendador. No lado oriental da praça, se levanta a majestosa "Iglesia de Santiago Apostol" (igreja católica construída entre os séculos XVI e XVII), e no lado oposto se encontra o "Palacio Municipal", onde estão os correios e a prefeitura. Esta praça tem cerca de 6 300 metros quadrados.
- Plaza de Extremadura: sua construção data de 1983, tem forma circular e uma superfície de 5 000 metros quadrados. Está localizada ao noroeste da cidade. Destacam-se os amplos espaços, que favorecem a vida comunitária. Sua fonte central conta com uma escultura dedicada à "mujer (mulher) aguadora", obra de Diego Garrido.